# Rio Velho
O Rio Velho é um rio brasileiro do estado de São Paulo. 

## Bacia
- Pertence a bacia do rio Grande.

## Percurso
Nasce no município de Barretos na localização geografica, latitude 20º28'28" Sul e longitude 48º42'34" Oeste.
Da nascente segue em direção nordeste (60º) do estado de São Paulo, atravessa a rodovia estadual SP-326 quando então muda a direção para norte (0º), segue paralelo a esta rodovia (cerca de 22 quilômetros) até se aproximar de Colômbia onde forma um cotovelo bem próximo a SP-326 e onde muda novamente de trajeto para nordeste (80º) e assim continua até o seu final. 
Passa pelos municípios de: Barretos e Colômbia.
Em Colômbia se torna afluente do Rio Pardo na localização geografica, latitude 20º10'19" Sul e longitude 48º34'52" Oeste, muito próximo onde o rio Pardo despeja suas águas no rio Grande cerca de cinco quilômetros em linha reta. 
Percorre neste trajeto uma distância de mais ou menos 48 quilômetros.            

### Afluentes
- Margem sul:
  - Não consta

- Margem norte:
  - Não costa